# توماس بيرن (ممثل)
توماس بيرن (بالإنجليزية: Thomas Byrne)‏ هو ممثل بريطاني، ولد في 3 يناير 1997 في Hertford ‏ في المملكة المتحدة.

## أعمال

### أفلام
- (2009) السيد لا أحد[1][2]

## وصلات خارجية
- توماس بيرن على موقع IMDb (الإنجليزية)
- توماس بيرن على موقع ألو سيني (الفرنسية)
- توماس بيرن على موقع أول موفي (الإنجليزية)
- توماس بيرن على موقع قاعدة بيانات الأفلام السويدية (السويدية)
- توماس بيرن على موقع قاعدة بيانات الفيلم (الإنجليزية)
- توماس بيرن على موقع كينوبويسك (الروسية)